# Paul Scheuring
Paul T. Scheuring (Aurora, 20 de novembro de 1968) é um roteirista e diretor de televisão norte-americano. O seu trabalho inclui no filme de 2003 "A Man Apart" (Um homem à parte, no Brasil), e mais especialmente, a criação da conhecida série Prison Break, ele também é creditado como produtor executivo e roteirista.
Scheuring nasceu em Aurora, Illinois. Antes do seu sucesso, já frequentava a escola do UCLA de Teatro Cinema e Televisão. Após trabalhar em 36K, em 2000, e "A Man Apart", em 2003, Scheuring fez a sua primeira tentativa para ser um roteirista de televisão. Após desenvolver uma ideia que lhe é conferida por uma colega num roteiro minissérie chamado "Prison Break", ele aproximou-se da Rede Fox, com o roteiro, mas foi recusado devido ao seu enredo não convencional. No entanto, em 2004, após a estreia bem-sucedida de Lost, Fox apoiou Prison Break, o primeiro episódio foi ao ar cerca de vinte meses após Scheuring ter escrito o roteiro. A série ganhou o "Prêmio Escolha Popular", em 2006, para "Novo Drama de TV Favorito" e nomeada para "Melhor Série: Drama de TV, em 2006". Além disso, Prison Break foi aceite pela Fox por mais três temporadas.